# Diocèse de Sao Tomé-et-Principe

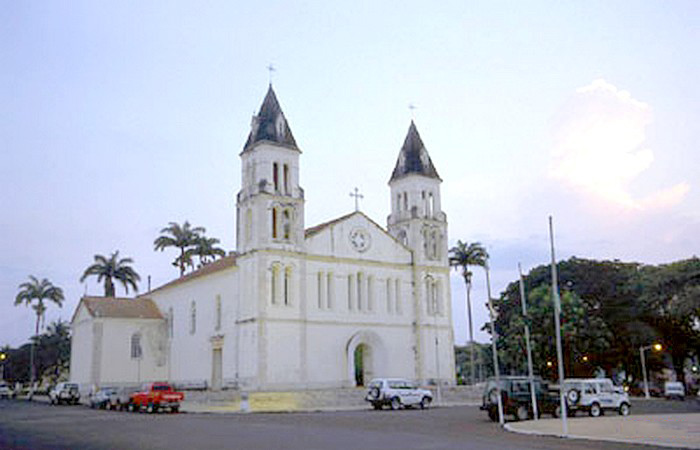
La cathédrale de Sao Tomé.

Le diocèse de Sao Tomé-et-Principe est l'unique diocèse de Sao Tomé-et-Principe, un État insulaire situé dans le golfe de Guinée en Afrique centrale. Il a son siège dans la capitale, Sao Tomé. 
Créé le 3 novembre 1534 par détachement de celui de Funchal (Madère), il portait alors le nom de « Diocèse de Tomé ». Il fut renommé « Diocèse de São Tomé » en 1924, puis « Diocèse de Sao Tomé-et-Principe » en 1957.
En 2004, on dénombrait 121 931 catholiques à Sao Tomé-et-Principe sur un total de 138 000 habitants, soit 88,4 %.
L'église la plus importante est la cathédrale Notre-Dame-de-Grâce de Sao Tomé. Dans le cadre de l'un de ses voyages apostoliques en Afrique, le pape Jean-Paul II s'est rendu à Sao Tomé le 6 juin 1992. Il y a notamment célébré une messe sur la place en face du Palais des Congrès et rencontré les prêtres, les religieux, les catéchistes et les représentants œcuméniques dans la cathédrale.
João de Ceita Nazaré est l'évêque de Sao Tomé-et-Principe depuis le 9 janvier 2024.